# الحرية الدينية في كمبوديا

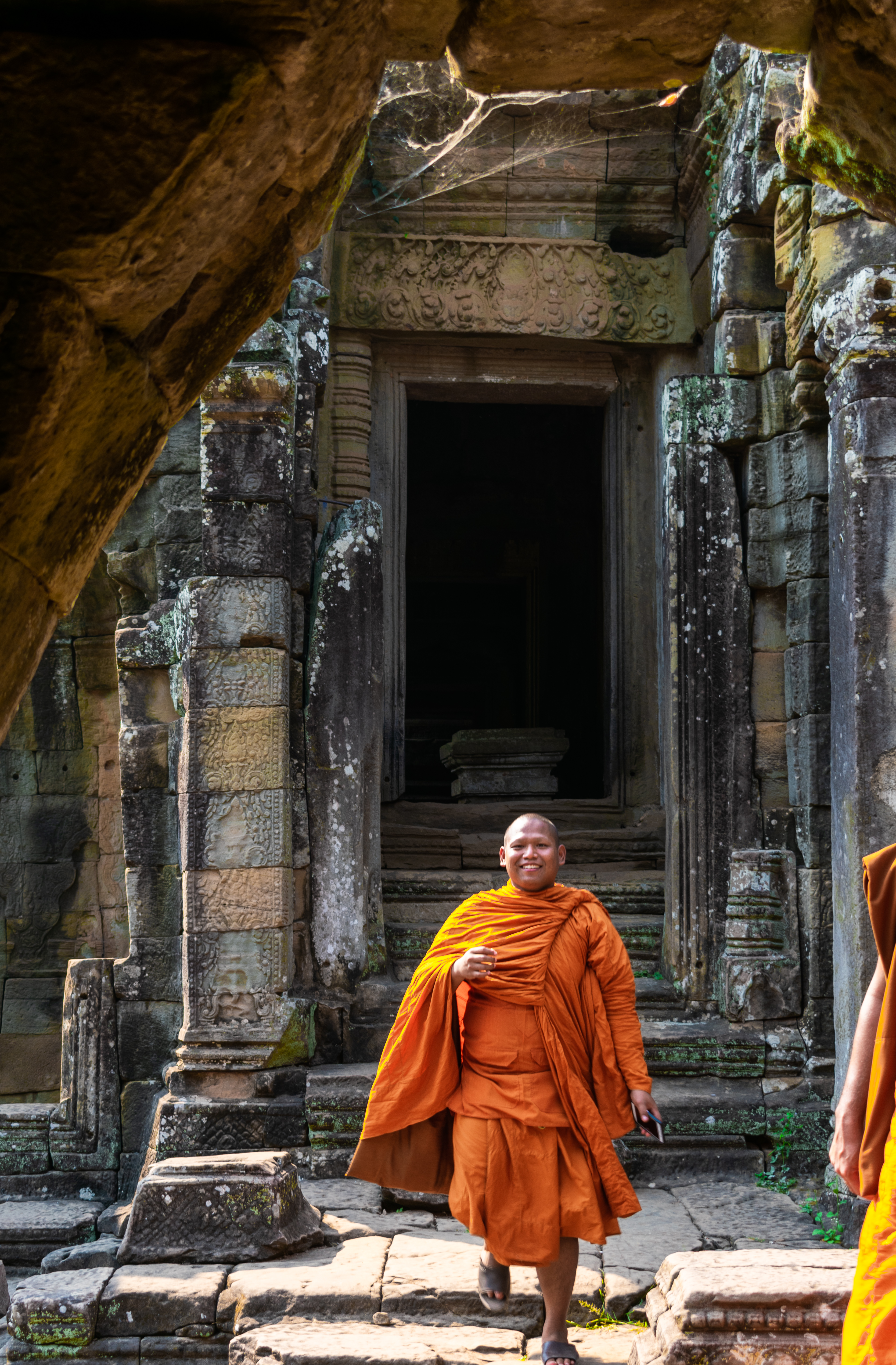

يوفر الدستور حرية الدين، وتحترم الحكومة بشكل عام الحق في الممارسة. دين الدولة هو البوذية. لم يتغير وضع احترام الحرية الدينية من قبل الحكومة خلال الفترة التي غطاها هذا التقرير، واستمرت سياسة الحكومة بالمساهمة بالممارسة العامة للشعائر الدينية. وردت تقارير محدودة عن حدوث انتهاكات مجتمعية وتمييز على أساس الممارسة الدينية أو العقائدية.

## الديموغرافيا الدينية
تبلغ مساحة الدولة  181.035كيلومتر مربع وعدد سكانها يقارب 14.1 مليون نسمة. ما يقارب 39 بالمئة من سكان البلاد بوذيون ثيرفاديون. ينتشر تقليد البوذية الثيرفادية على نطاق واسع ويمتلك أساسًا قويًا في كل المقاطعات إذ يوجد 4100 باغودا (مبنى ديني خاص بالبوذيين) منتشر في جميع أنحاء البلاد. نظرًا لأن الغالبية العظمى من عرقية الخمير الكمبوديين هم بوذيون، فهناك ارتباط وثيق بين البوذية والتقاليد الثقافية للخمير والحياة اليومية. يعتبر التقيد بالبوذية بشكل عام جوهريًا للهوية العرقية والثقافية للبلد. تُمارس الماهايانا وهي فرع من فروع البوذية من قبل ما يقرب من 150.000 شخص ولها 63 معبد في جميع أنحاء البلاد.
هناك ما يقرب من 500.000 إلى 700.000 مسلم (ما بين 3.5 و 5 بالمئة من السكان)، ومعظمهم من إثنية الشام، الذين يوجدون عادةً في المدن وقرى الصيد الريفية على ضفاف نهري تونل ساب وميكونغ وفي مقاطعة كامبوت. تشير بعض المنظمات التي تعمل مع سكان الشام المسلمين أو لديهم اتصالات بهم إلى تقديرات أقل لعدد مسلمي الشام في البلاد. يجب أن يوفر التعداد الوطني المقرر إجراؤه عام 2008 رقمًا أكثر دقة. هناك أربعة فروع للإسلام: الشافعية المتأثرة بماليزيا، ويمارسها 88% من مسلمي الشام؛ والسلفية المتأثرة بالسعودية والكويت (التي يُطلق عليها أحيانًا اسم الوهابية)، والتي يمارسها 6% من السكان المسلمين رغم أن هذا العدد في ازدياد؛ والإيمان الساني الأصلي، يُمارسه 3%؛ والقاديانية التي يُمارسها أيضًا 3%. يوجد ما بين 200 إلى 300 مسجد من الفروع الرئيسية الأربعة، و200 إلى 300 مسجد سورافي صغير، يضم تجمعات يصل عدد أعضائها إلى 40 شخصًا، ولا يوجد بها منبر صغير تُلقى منه خطب الجمعة. تشكل الطائفة المسيحية الصغيرة، ولكن المتنامية، نحو 2% من السكان. هناك ما يقدر بنحو 100 منظمة أو طائفة مسيحية تعمل بحرّية في جميع أنحاء البلاد وتتضمن ما يقرب من 2400 كنيسة؛ ومع ذلك، 900 كنيسة منها غير مسجلة رسميًا. تشمل المنظمات الدينية الأخرى ذات الأتباع القليلين ديانة تساو داي الفيتنامية والبهائية، ولكل منها ما يقدر بنحو 2000 عضو ممارس.

## وضع الحرية الدينية

### الإطار القانوني والسياسي
ينص الدستور على حرية الدين، وتحترم الحكومة بشكل عام هذا الحق في الممارسة. لا تتسامح الحكومة مع انتهاك الحرية الدينية، سواء من قبل الجهات الحكومية أو الخاصة. ومع ذلك، البوذية هي دين الدولة. تشجع الحكومة الأعياد البوذية الوطنية، وتوفر التدريب والتعليم البوذي للرهبان وغيرهم في المعابد، وتدعم بشكل متواضع معهدًا يقوم بإجراء البحوث ونشر المواد المتعلقة بثقافة الخمير والتقاليد البوذية. يحظر الدستور التمييز على أساس الدين.
يشترط القانون على جميع الجماعات الدينية، بما في ذلك الجماعات البوذية، تقديم طلبات إلى وزارة العبادة والشؤون الدينية إن كانوا يرغبون في بناء أماكن للعبادة والقيام بأنشطة دينية. يجب على المجموعات أن تحدد بوضوح أهدافها وأنشطتها الدينية في طلباتها، والتي يجب أن تمتثل للأحكام التي تمنع الجماعات الدينية من إهانة الجماعات الدينية الأخرى، أو خلق النزاعات، أو تقويض الأمن القومي. ومع ذلك، لا توجد عقوبة لعدم التسجيل، وفي الممارسة العملية لا تقوم بعض المجموعات بذلك.
خلال الفترة التي يغطيها هذا التقرير، لم ترد تقارير تفيد بأن أي مجموعة دينية واجهت صعوبات كبيرة في الحصول على موافقة لبناء أماكن للعبادة. يتطلب التوجيه المتعلق بالتحكم في الأديان الخارجية تسجيل أماكن العبادة والمدارس الدينية، بالإضافة إلى موافقة الحكومة قبل إنشاء أماكن جديدة للعبادة. يجب أن تكون أماكن العبادة على بعد كيلومترين على الأقل من بعضها البعض ولا يجوز استخدامها لأغراض سياسية أو لإيواء المجرمين أو الهاربين من القانون. بدأ تطبيق شرط المسافة ولكنه ينطبق فقط على البناء الجديد لأماكن العبادة وليس على مكاتب المنظمات الدينية. يتطلب الأمر أن تحترم التعاليم الدينية الجماعات الدينية الأخرى.
واصل المسؤولون الحكوميون تنظيم اجتماعات سنوية لممثلي جميع الجماعات الدينية لمناقشة التطورات الدينية ومعالجة المشاكل المثيرة للقلق.
يُسمي الدستور البوذية باعتبارها دينًا للدولة. تسمح الحكومة بالتعليم الديني البوذي في المدارس العامة امتدادًا لهذه التسمية الدستورية.

### التقييد على الحرية الدينية
ساهمت سياسة الحكومة وممارساتها عمومًا في حرية الدين. على الرغم من إعادة إصدار الحظر المفروض على التبشير المتنقل في يونيو 2007، لكن الجماعات التبشيرية الأجنبية تعمل عمومًا بحرّية في جميع أنحاء البلاد ولم تواجه صعوبات كبيرة في أداء عملها. أعرب المسؤولون الحكوميون عن تقديرهم لعمل العديد من الجماعات الدينية الأجنبية في توفير المساعدة الضرورية في مجالات التعليم والتنمية الريفية والتدريب؛ ومع ذلك، أعرب المسؤولون أيضًا عن بعض القلق من أن الجماعات الأجنبية تستخدم غطاء الدين للانخراط في الشؤون السياسية أو غير القانونية. خلال الفترة التي غطاها التقرير، لم تغلق الحكومة أي مدارس إسلامية كما كانت تفعل في الماضي.
لم ترد تقارير عن وجود سجناء أو محتجزين دينيين في البلاد.

### التحول الديني القسري
لم ترد أي تقارير عن تحول ديني قسري، بما في ذلك عن مواطنين أمريكيين قُصر اختُطفوا أو نُقلوا بصورة غير قانونية من الولايات المتحدة، أو عن رفض السماح بعودة هؤلاء المواطنين إلى الولايات المتحدة.

### الانتهاكات الاجتماعية والتمييز
وردت تقارير محدودة عن انتهاكات مجتمعية أو تمييز على أساس المعتقدات أو الممارسات الدينية.
في صباح يوم 26 أبريل 2006، هدم حشد بوذي وأحرق كنيسة مسيحية لم ينتهي بناؤها في مقاطعة كاندال. وبحسب ما ورد، رفضت سلطات المقاطعة إذن بناء الكنيسة الويسلية، لذلك قامت المجموعة ببناء منزل لمعلمي الدين ليُحول لاحقًا إلى كنيسة. وبحسب ما ورد؛ تفاوض حاكم المنطقة في اتفاق المصالحة بين البوذيين والمسيحيين في المنطقة، إذ يمكن إعادة بناء المنزل وعدم توجيه أي تهم ضد من شاركوا في أعمال الشغب. أكد زعيم الكنيسة المحلية أن المنزل لم يعاد بناؤه، ولكنه خطط لتحويل العقار إلى مدرسة.
لم تواجه الجماعات الدينية للأقليات تمييزًا اجتماعيًا خلال الفترة التي يغطيها هذا التقرير؛ ومع ذلك، وردت تقارير عن مواجهات طفيفة بين المسلمين والمسيحيين.
وردت تقارير عن توترات من حين لآخر بين فروع الإسلام التي تتلقى دعمًا نقديًا من مجموعات في المملكة العربية السعودية أو الكويت أو ماليزيا أو إندونيسيا، اعتمادًا على مبادئ الفرع الذي تتبع له. وقد أعرب بعض البوذيين عن قلقهم من حصول مجتمع الشام الإسلامي على مساعدة مالية من دول أجنبية. ومع ذلك، اندمج مسلمو الشام بشكل جيد في المجتمع، وتمتعوا بمناصب بارزة في الأعمال والحكومة، ولم يواجهوا أي أعمال تمييز أو سوء معاملة خلال الفترة التي يغطيها هذا التقرير.
هناك منظمات مسكونية ومشتركة بين الأديان، وغالبًا ما تُدعم بتمويل من مجموعات أجنبية عامة أو خاصة.